# Legbąd (gmina)
Legbąd – dawna gmina wiejska istniejąca w latach 1934–1954 w woj. pomorskim/bydgoskim (dzisiejsze woj. kujawsko-pomorskie). Siedzibą władz gminy był Legbąd.
Gmina zbiorowa Legbąd została utworzona 1 sierpnia 1934 roku w powiecie tucholskim w woj. pomorskim z dotychczasowych jednostkowych gmin wiejskich: Biała, Klocek, Legbąd, Łosiny, Rzepiczna, Kamionka (część), Główka (część), Jabłonka (część), Krąg (część) i Rosochatka (część) oraz z obszarów dworskich położonych na tych terenach lecz nie wchodzących w skład gmin. 
Po wojnie gmina zachowała przynależność administracyjną. 1 stycznia 1950 roku do gminy Legbąd przyłączono część gminy Cekcyn (część gromady Gołąbek). 6 lipca 1950 roku zmieniono nazwę woj. pomorskiego na bydgoskie. Według stanu z dnia 1 lipca 1952 roku gmina składała się z 7 gromad: Biała, Klocek, Legbąd, Łosiny, Rzepiczna, Wielka Komorza i Woziwoda. Gmina została zniesiona 29 września 1954 roku wraz z reformą wprowadzającą gromady w miejsce gmin. Jednostki nie przywrócono 1 stycznia 1973 roku po reaktywowaniu gmin.